# Dirty Sexy Money
Dirty Sexy Money es una serie de televisión estadounidense sobre Nick George, interpretado por Peter Krause. Toda la vida George ha estado a la sombra de la familia Darling, pero como adulto está llevando la vida perfecta como un abogado idealista, hasta la sospechosa muerte de su padre. Los millonarios Darlings de New York le solicitan tomar el trabajo de su padre como abogado familiar, pero el dinero que le permitiría tener la libertad de ser un altruista "hacedor del bien" es solo una parte del gran panorama. Ese mismo dinero lo arrastra a las acciones dudosas del clan Darling. 
La serie fue creada por Craig Wright, quien también participó como productor ejecutivo junto con Greg Berlanti, Bryan Singer, Matthew Gross, Peter Horton and Josh Reims, con Melissa Berman como productora. Horton también dirigió el piloto de televisión. Es producido por ABC Studios, Bad Hat Harry Productions, Berlanti Television y Gross Entertainment. La serie fue estrenada en los Estados Unidos el 26 de septiembre de 2007 en ABC luego del spin-off de Grey's Anatomy, Private Practice, presentándose los miércoles en la noche a las 22:01 hora del este/21:01 hora central. La serie fue estrenada en el Reino Unido el 21 de marzo de 2008 a las 21 en el canal 4. 
El 16 de noviembre de 2007, ABC ordenó una temporada completa de 22 episodios para el show, convirtiéndolo en el primer show en recibir una orden de temporada completa desde la huelga de escritores iniciada el 5 de noviembre de 2007. Sin embargo, al final, la primera temporada solo presentó 10 episodios debido a la huelga. ABC programó Dirty Sexy Money para la temporada 2008-09 la cual inició transmisión el 1 de octubre de 2008. La serie no siguió en la parrilla de ABC y acabó con trece episodios.
Dirty Sexy Money: la Primera Temporada Completa es un juego de tres discos DVD incluyendo los 10 episodios originales y características adicionales exclusivas como bloopers, comentarios de audio, escenas eliminadas, cortos y otros que salió a la venta el 16 de septiembre de 2008.
En 2008, los derechos de emisión para España fueron comprados por Antena 3. El día escogido fue los lunes, en bloques de dos capítulos. La primera temporada se emitió entre el 28 de septiembre y el 2 de noviembre de 2008, y la segunda temporada entre el 9 de noviembre y el 12 de diciembre de 2008, y el 1 y el 29 de marzo de 2009. Se dio la circunstancia de que, debido a los bajos índices de audiencia de la serie en los Estados Unidos, fue esta cadena española la que emitió en primicia los últimos tres capítulos de la segunda temporada, y que daba por concluida la serie.

## Reparto

### Personajes principales
| Actor/Actriz      | Personaje         | Duración                       |
| ----------------- | ----------------- | ------------------------------ |
| Peter Krause      | Nick George       | 2007-                          |
| Zoe McLellan      | Lisa George       | 2007-                          |
| Donald Sutherland | Tripp Darling     | 2007-                          |
| Jill Clayburgh    | Letitia Darling   | 2007-                          |
| William Baldwin   | Patrick Darling   | 2007-                          |
| Natalie Zea       | Karen Darling     | 2007-                          |
| Seth Gabel        | Jeremy Darling    | 2007-                          |
| Samaire Armstrong | Juliet Darling    | 2007-2008 (recurring season 2) |
| Glenn Fitzgerald  | Brian Darling Sr. | 2007-                          |
| Blair Underwood   | Simon Elder       | 2007-                          |
| Lucy Liu          | Nola Lyons        | 2008-                          |

### Reparto recurrente
| Actor/Actriz            | Personaje            | Duración  |
| ----------------------- | -------------------- | --------- |
| Daniel Cosgrove         | Freddy Mason         | 2007      |
| Laura Margolis          | Daisy                | 2007-     |
| Chloe Moretz            | Kiki George          | 2007-     |
| Tamara Feldman          | Natalie Kimpton      | 2007      |
| Bellamy Young           | Ellen Darling        | 2007-2008 |
| Michelle Krusiec        | Mei Ling Hwa Darling | 2007-     |
| Mary Elizabeth Winstead | Devlin Terion        | 2007-     |
| Will Shadley            | Brian Darling Jr.    | 2007-     |
| Candis Cayne            | Carmelita            | 2007-     |
| Sofía Vergara           | Sofia Montoya        | 2007      |
| Sheryl Lee              | Andrea Smithson      | 2007-     |

## Recepción

### Índices de audiencia de EE. UU. Nielsen

#### Índices de audiencia semanales

##### Season 1: 2007
| #  | Episode              | Air Date                 | Timeslot (EST)     | Rating | Cuota | 18-49 Rating | Viewers (m) | Rank (Overall) |
| -- | -------------------- | ------------------------ | ------------------ | ------ | ----- | ------------ | ----------- | -------------- |
| 1  | "Pilot"              | 26 de septiembre de 2007 | Wednesday, 22:01   | 7.4    | 12    | 3.6          | 10.44       | #31            |
| 2  | "The Lions"          | 3 de octubre de 2007     | Wednesday, 22:01   | 6.7    | 11    | 3.6          | 9.61        | #33            |
| 3  | "The Italian Banker" | 10 de octubre de 2007    | Wednesday, 22:01   | 6.1    | 10    | 3.5          | 8.63        | #40            |
| 4  | "The Chiavennasca"   | 17 de octubre de 2007    | Wednesday, 22:02   | 6.4    | 11    | 3.1          | 8.67        | #41            |
| 5  | "The Bridge"         | 24 de octubre de 2007    | Wednesday, 22:02   | 6.1    | 10    | 3.3          | 8.56        | #48            |
| 6  | "The Game"           | 31 de octubre de 2007    | Wednesday, 22:02 . | 5.9    | 10    | 2.9          | 8.38        | #47            |
| 7  | "The Wedding"        | 14 de noviembre de 2007  | Wednesday, 22:02   | 5.7    | 10    | 2.9          | 7.90        | #51            |
| 8  | "The Country House"  | 21 de noviembre de 2007  | Wednesday, 22:02   | 4.0    | 8     | 2.0          | 6.52        | #62            |
| 9  | "The Watch"          | 28 de noviembre de 2007  | Wednesday, 22:02   | 5.0    | 8     | 2.6          | 7.15        | #54            |
| 10 | "The Nutcracker"     | 5 de diciembre de 2007   | Wednesday, 22:02   | 5.0    | 8     | 2.4          | 6.91        | #54            |

#### Season 2: 2008-2009
| #  | Episode                | Air Date              | Timeslot (EST)  | Rating | Cuota | 18-49 Rating | Viewers (m) | Rank (Overall) |
| -- | ---------------------- | --------------------- | --------------- | ------ | ----- | ------------ | ----------- | -------------- |
| 11 | "The Birthday Present" | 1 de octubre de 2008  | Wednesday 10/9c | 4.8    | 8     |              | 7.15        |                |
| 12 | "The Family Lawyer"    | 8 de octubre de 2008  | Wednesday 10/9c |        |       |              |             |                |
| 13 | "The Star Witness"     | 22 de octubre de 2008 | Wednesday 10/9c |        |       |              |             |                |
| 14 | "The Fashion Show"     | 29 de octubre de 2008 | Wednesday 10/9c |        |       |              |             |                |

- El episodio del 15 de octubre de 2008 se adelantó debido a la cobertura de los debates presidenciales estadounidenses.

## Historial de Producción

### Concepción
El argumento de la serie, escrita por el creador productor ejecutivo y escritor nominado al Emmy, Craig Wright, hizo su primer paso hacia la producción cuando ABC lo comprometió en julio de 2006. El proyecto, que se configura en Berlanti televisión, es también producto de Greg Berlanti, quien en ese momento se separó de su socio de producción, Mickey Liddell. Liddell fue reemplazado por el exejecutivo de Sony Pictures Television, Melissa Berman, que, por ello se convirtió en un productor de la serie. Este proyecto se llamó "Dirty Sexy Money" en enero de 2007 cuando recibió una orden de piloto de la red. El personal comenzó el trabajo en el mismo mes, cuando el director nominado al Emmy, Peter Horton, aceptó dirigir la primera hora del show. La serie recibió una selección temprana y trece episodios fueron creados antes del fin del año 2007. Josh Reims también se unió al equipo de producción como productor ejecutivo en el mismo mes.

### Casting - Fundición
El casting dio en lugar en febrero de 2007. Seth Gabel fue el primer actor en obtener un papel en la serie y fue elegido como Jeremy Darling, encarnando la dura vida del hijo menor. Gabel, originalmente, había pedido un papel en el drama televisivo de Greg Berlanti, Eli Stone, pero no recibió el parte. Dejó una gran impresión en los productores de Eli Stone, no obstante, lo recomendaron para Dirty Sexy Money en su lugar. Los productores habían encontrado a su hombre protagonista, el nominado al Emmy, Peter Krause, fue elegido para desempeñar el papel de Nick George, el nuevo abogado de la familia Darling. La serie reúne a Krause con el creador, Craig Wright, los cuales trabajaron juntos en A dos metros bajo tierra. Glenn Fitzgerald Glenn Fitzgerald fue elegido para el papel del reverendo Brian Darling. [13]. Academy Award Jill Clayburgh obtuvo el papel de Letitia Darling, la esposa del constructor del imperio, Tripp Darling. Natalie Zea obtuvo el papel de Karen Darling, la mayor de los hermanos, sexy, sensual y divorciada 3 veces. Samaire Armstrong, conocida sobre todo por su papel recurrente en The OC y en Una pija en apuros trabajando en esta película con la famosa Jennifer Love Hewitt, obtuvo su primer papel de televisión regular cuando fue elegida para representar a la hija más joven de la familia Darling, la mimada aspirante a actriz Juliet Darling. Zoe McLellan y William Baldwin también fueron obsequiados con papeles en la serie. Zoe, el papel de Lisa George, esposa de Nick. William obtuvo el papel de Patrick Darling, una estrella en ascenso en la política, poseedor de un terrible secreto que intentará ocultar. Ganador de un Globo de Oro, Donald Sutherland, completan el reparto principal. Este último fue elegido para el papel del patriarca de la familia, Patrick "Tripp" Darling III. En 2008, los productores se enteraron de que la famosísima Lucy Liu era seguidora de la serie y quería un papel. Enseguida crearon un personaje que sería encarnado por ella. Ella interpreta el papel de Nola Lyons, un abogado de gran alcance que se enfrenta a Nick George.

### Tripulación principal
Jon Harmon Feldman es el productor ejecutivo, él reemplaza a Daniel Cerone.  Otros miembros del equipo son Craig Wright, Josh Reims, Yahlin Chang, Greg Berlanti, Melissa Berman, Matthew Gross, y  Bryan Singer.

### Historial de Difusión
La primera temporada entró en producción el 17 de julio de 2007, y se estrenó en ABC el 26 de septiembre de 2007.  Hasta la fecha, el horario de la serie no había cambiado, pero Dirty Sexy Money estuvo en pausa debido a la huelga de guionistas WGA el 9 de enero de 2008. 

### Distribución Internacional
La serie fue transmitida en TNT en España, Studio 23 en Filipinas, Dizimax en Turquía y Nelonen en Finlandia. La serie fue transmitida por el satélite / canal de cable TNT en España desde enero de 2008. La primera temporada fue transmitida por TVI en Portugal.
Después de su transmisión por cable, Dirty Sexy Money saldrá al aire en España en la red terrestre comercial Antena 3. La serie, que tiene como nuevo título Sexy Money para el público español y andorrano, se estrenó el jueves 25 de septiembre de 2007, la apertura de horario estelar a las 22.15 horas. Sin embargo, debido a la fuerte competencia en la noche, Antena 3 desplazó la serie a los domingos, por lo tanto el estreno cayó en el domingo 28 de septiembre de 2008. La serie ha tenido un alto perfil de campaña de marketing, incluyendo "características especiales" que se transmitirán como parte de algunos de los programas de arriba de la cadena nominal.
| País          | Caden de TV        | Primera emisión          |
| ------------- | ------------------ | ------------------------ |
| Alemania      | Fox                | 30 de octubre de 2008    |
| Australia     | Seven Networks     | 11 de febrero de 2008    |
| Bugaria       | Nova Television    |                          |
| Chile         | UCV                | 2017                     |
| Canadá        | CTV                | 24 de octubre de 2007    |
| Costa Rica    | Teletica           | 8 de noviembre de 2010   |
| Croasia       | TRH                | Otoño 2008               |
| Dinamarca     | Tv2                | Enero de 2008            |
| España        | TNT / Antena 3     | 25 de septiembre de 2007 |
| Francia       | Canal Plus         | 23 de octubre de 2008    |
| Holanda       | Net 5 (SBS)        | 25 de marzo de 2008      |
| Hong Kong     | TVN                | 17 de julio de 2008      |
| Hungría       | RTL Klub           | 11 de abril de 2008      |
| Irlanda       | RTE One            | 1 de agosto de 2008      |
| Israel        | Sí                 | 7 de julio de 2008       |
| Italia        | Fox                | 15 de enero de 2008      |
| Malasia       | 8TV                | 12 de julio de 2008      |
| Norteamérica  | AXN                | 12 de febrero de 2008    |
| Noruega       | TV Norge           | Otoño 2008               |
| Nueva Zelanda | Tv2                | 6 de febrero de 2008     |
| Polonia       | Fox life / TVP1    | 8 de abril de 2008       |
| Reino Unido   | Channel 4          | 21 de marzo de 2008      |
| Rusia         | Canal 1 / Fox Life | 14 de julio de 2008      |
| Sudáfrica     | Mnet               |                          |
| Sudamérica    | AXN                | 12 de febrero de 2008    |
| Suecia        | Kanal 5            | 10 de abril de 2008      |